# Inre Krokholmen
Inre Krokholmen är en ö i Finland. Den ligger i Finska viken och i kommunen Sibbo i den ekonomiska regionen  Helsingfors i landskapet Nyland, i den södra delen av landet. Ön ligger omkring 18 kilometer öster om Helsingfors.
Öns area är 16,9 hektar och dess största längd är 0,6 kilometer i öst-västlig riktning. Ön höjer sig omkring 25 meter över havsytan.